# سینئی ویر
سینئی ویر (به صربی: Sinji Vir) یک روستا در صربستان است که در ناحیه پوموراولیه واقع شده‌است.
 سینئی ویر  ۲۵۱ نفر جمعیت دارد.